# Stenus calcaratus
Stenus calcaratus – gatunek chrząszcza z rodziny kusakowatych i podrodziny myśliczków (Steninae).
Gatunek ten został opisany w 1864 roku przez Wilhelma Scribę.
Chrząszcz o ciele długości od 5,5 do 6 mm, szorstko i gęsto punktowanym. Przedplecze ma nieco węższe od pokryw, ale dłuższe niż ich szew. Początkowe tergity odwłoka mają pośrodku części nasadowych pojedyncze, krótkie listewki. Co najmniej cztery pierwsze tergity mają boczne brzegi odgraniczone szerokimi bruzdami. Odnóża są ubarwione czarno. Samca wyróżniają zgrubiałe uda. Smukłe tylne stopy prawie dorównują długością goleniom.
Owad palearktyczny, rozprzestrzeniony od północnej części Europy Środkowej przez Syberię po Mongolię. W Polsce notowany na północ od linii Słubice–Warszawa. Zasiedla wilgotne pobrzeża wód, gdzie przebywa wśród mchów, pon napływkami i opadłymi liśćmi.